# Hapbach (Brettach)
Der Hapbach ist ein drei Kilometer langer Bach im Hohenlohekreis im nordöstlichen Baden-Württemberg, der unterhalb des Dorfes Bitzfeld der Gemeinde Bretzfeld am Steinbruch vor Weißlensburg von rechts und Osten in die mittlere Brettach mündet.

## Geographie

### Verlauf
Der Lauf des Hapbachs beginnt auf etwa 243 m ü. NHN unmittelbar neben der L 1036 Öhringen–Bitzfeld. Dort setzt, etwa einen Viertelkilometer westlich ihres Zubringer-Kreisels fürs das Öhringer Gewerbegebiet im Flürle, an der Nordseite der Landesstraße ein neben einem Feldweg zunächst nordwärts laufender Graben ein, der in der Folge mehrfach kurz von einer Galerie aus Baum und Busch begleitet ist. Schon nach weniger als zweihundert Metern läuft von rechts ein schnurgerader, sehr kurzer Graben zu, danach wendet sich der Hapbach neben rechts anliegenden Gewerbeflächen nach links von diesen ab auf im folgenden recht beständigen Westlauf zwischen Äckern, anfangs wird er dabei weiterhin von einem Feldweg begleitet.
Etwa zweihundert Meter vor der Begleithecke der querenden A 6 setzt ein nunmehr längeres Begleitgehölz ein, das in die Böschungshecke des Autobahndammes übergeht. Nach der sehr spitzwinkligen Querung des Verkehrsweges und weiteren 200 Metern zwischen Acker und Wiese fließt von rechts, der L 1090 von Schwöllbronn im Nordosten nach Bitzfeld im Südwesten entlang, das Gangbächle zu, der einzige bedeutende Zufluss. Es entsteht bei Schwöllbronn aus einigen Quellen und mündet nach nicht ganz anderthalb Kilometer langem Lauf.
Hiernach beginnt der erstmals naturnahe Unterlauf des Hapbachs, der nun mit etwa über einem Meter breiten Bett geschlungen und bis zu vier Metern eingeböscht in einer Begleitgalerie fließt. Auf der Bachsohle liegen Sand und Steine, am Ufer gibt es kleine Prall- und Gleithänge sowie angeschüttete Bänke aus Sedimentfracht. Am rechten Hang zieht sich nun ein schmaler Waldstreifen, der den dahinterliegenden Muschelkalkbruch verdeckt, am linken gibt es heckenartigen Bewuchs am Damm der weiterhin nur etwa hundert Meter entfernten Autobahntrasse.
Vor dem Übergang ins Brettachtal liegt links noch ein kleines Gehölz, das einen aufgeschütteten alten Steinbruch überwächst, gleich darauf am Talende biegt der Bach für seine letzten hundert oder zweihundert Meter durch die Brettachtalaue auf nordwestlichen Lauf. Schließlich fließt der Hapbach auf etwa 199 m ü. NHN von rechts in die mittlere Brettach ein.
Der Hapbach mündet nach 3,0 km langem Lauf mit mittlerem Sohlgefälle von etwa 15 ‰ rund 44 Höhenmeter unterhalb seines Grabenbeginns am Flürle.

### Einzugsgebiet
Der Hapbach hat ein 3,6 km² großes Einzugsgebiet, das naturräumlich gesehen nur mit dem kleinen westlichen Teil abwärts der Zumündung des Gangbächles der Brettachbucht angehört, mit dem größeren mittleren und östlichen Teil dagegen dem Unterraum Öhringer Ebene der Westlichen Hohenloher Ebene, die allesamt zur Hohenloher und Haller Ebene rechnen. Der mit etwa 285 m ü. NHN höchste Punkt liegt an der Nordspitze auf einer Kuppe nördlich von Schwöllbronn. Das Gebiet wird überwiegend ackerbaulich genutzt, vereinzelt gibt es auch Wiesen und im Weichbild von Schwöllbronn Obstwiesen. Noch am meisten landschaftliche Gliederung verschaffen der ausgeräumten Landschaft die Hecken längs der es durchziehenden A 6, die erst etwas rechtsseits, dann etwas linksseits dem Talgrund des Baches folgt. Überwiegend liegt das Einzugsgebiet im Stadtgebiet von Öhringen, die brettachnahen Anteile dagegen auf der Bitzfelder Teilgemarkung der Gemeinde Bretzfeld. Der einzige Ort ist das Öhringer Dorf Schwöllbronn etwa am Ursprung des dem Hapbach zufließenden Gangbä.chles, daneben liegen am Ostrand einige Gebäude eines Öhringer Industriegebietes im Einzugsgebiet.
Reihum grenzen die Einzugsgebiete der folgenden Nachbargewässer an:
- Nach dem nur kleinen Einzugsgebiet des nächsten abwärtigen Brettach-Zuflusses Hirschgraben läuft hinter der übrigen nordwestlichen Wasserscheide das Rimmlingsbächle noch tiefer zur Brettach;
- Im Nordosten gibt es keine wesentlichen linken Zuflüsse zur recht nahen Ohrn, die vor der Brettach in den Kocher einfließt;
- im Süden entwässert der Verrenbach nunmehr aufwärts des Hapbachs von rechts in die Brettach.

### Zuflüsse und Seen
Hierarchische Liste der Zuflüsse, jeweils von der Quelle zur Mündung. Gewässerlänge, Einzugsgebiet und Höhe nach den entsprechenden Layern auf der Onlinekarte der LUBW. Andere Quellen für die Angaben sind vermerkt.
Ursprung des Hapbachs auf etwa 243 m ü. NHN an der L 1036 Öhringen–Bitzfeld wenig nach dem Abzweig ins Gewerbegebiet Flürle von Öhringen.
- (Graben), von rechts und Ostnordosten auf etwa 241 m ü. NHN am Gewerbegebiet Flürle, ca. 0,2 km und ca. 0,2 km².[LUBW 6] Entsteht auf etwa 246 m ü. NHN am Kreisel bei einem Logistiklager, an welchem er entlangläuft.
- Gangbächle, von rechts und Nordosten auf etwa 218 m ü. NHN neben der L 1090 Schwöllbronn–Bitzfeld, 1,4 km und ca. 1,4 km².[LUBW 6] Entsteht auf etwa 249 m ü. NHN am Ostrand von Öhringen-Schwöllbronn neben der Birkenstraße.

  - (Anderer Quellast), von rechts und Nordwesten auf 242,5 m ü. NHN[LUBW 2] wenig südöstlich von Schwöllbronn, unter 0,4 km[LUBW 7] und ca. 0,1 km².[LUBW 6] Entsteht auf knapp 250 m ü. NHN am Rand der Hausgärten am südöstlichen Ortsrand von Schwöllbrunn.

Mündung des Hapbachs von rechts und Osten auf 199,1 m ü. NHN unterhalb von Bretzfeld-Bitzfeld nahe dem Steinbruch in die mittlere Brettach. Der Hapbach ist 3,0 km lang und hat ein 3,6 km² großes Einzugsgebiet.

## Geologie
Mesozoische Schichten stehen im Gelände auf vergleichsweise wenig Fläche direkt an, wenn auch der Hapbach ein Gewässer überwiegend des Keupers ist. So gibt es nur wenig an Gipskeuper (Grabfeld-Formation) im äußersten Osten des Einzugsgebietes sowie einen schmalen Streifen davon am linken Oberhang der Gangbächle-Mulde. Großflächiger tritt der Lettenkeuper (Erfurt-Formation) auf, vor allem an den Hängen der Gangbächle-Mulde und am rechten Hang des Hapbachtales. In diesem streicht an Hangfuß etwas nach dem Zufluss des Gangbächles Oberer Muschelkalk aus.
Der größte Teil des Einzugsgebietes ist jedoch mit viel jüngeren quartären Sedimenten überdeckt, überwiegend mit Lösssediment, in Lee-Lage am rechten Hang der Gangbächle-Mulde auch mit originärem Löss. Teils recht breite Schwemmlandbänder liegen um die beiden Hauptgewässer und finden sich auch in gewöhnlich gewässerlosen Seitenmulden.
Der rechtsseits des Hapbach-Unterlaufes just außerhalb der Wasserscheide betriebene Steinbruch zwischen Bitzfeld und Weißlensburg geht auf den Oberen Muschelkalk, er bietet auch guten Aufschluss auf den Grenzbereich zwischen diesem und dem überlagernden Lettenkeuper und ist als Geotop ausgewiesen.
Ein Messtischblatt aus der ersten Hälfte des 20. Jahrhunderts zeigt kleinere Steinbrüche rechts, aber auch links des Untertales und an der rechten Talflanke der Brettach. Die Gruben an der linken Talseite sind heute teilweise aufgefüllt und überwaldet, teilweise durch den Damm der Autobahn verschüttet.

## Schutzgebiete
Etwas östlich von Schöllbronn ragt ein kleiner Teil des Wasserschutzgebietes Wacht, Unterohrn ins Hapbach-Einzugsgebiet herüber, das eine Wasserfassung am linken Ohrntalhang bei Unterohrn schützen soll.

### LUBW
Amtliche Online-Gewässerkarte mit passendem Ausschnitt und den hier benutzten Layern: Lauf und Einzugsgebiet des Hapbachs

Allgemeiner Einstieg ohne Voreinstellungen und Layer: Daten- und Kartendienst der Landesanstalt für Umwelt Baden-Württemberg (LUBW) (Hinweise)
1. 1 2 3  Höhe nach dem Höhenlinienbild auf dem Hintergrundlayer Topographische Karte.
2. 1 2 3  Höhe nach grauer Beschriftung auf dem Hintergrundlayer Topographische Karte.
3. 1 2  Länge nach dem Layer Gewässernetz (AWGN).
4. 1 2 3  Einzugsgebiet nach dem Layer Basiseinzugsgebiet (AWGN).
5. ↑  Natur teilweise nach dem Layer Geschützte Biotope.
6. 1 2 3  Einzugsgebiet abgemessen auf dem Hintergrundlayer Topographische Karte.
7. ↑  Länge abgemessen auf dem Hintergrundlayer Topographische Karte.
8. ↑  Geotop nach dem einschlägigen Layer.
9. ↑  Schutzgebiete nach den einschlägigen Layern.

### Andere Belege
1. ↑  Wolf-Dieter Sick: Geographische Landesaufnahme: Die naturräumlichen Einheiten auf Blatt 162 Rothenburg o. d. Tauber. Bundesanstalt für Landeskunde, Bad Godesberg 1962. → Online-Karte (PDF; 4,7 MB)
2. ↑  Geologie nach den Layern zu Geologische Karte 1:50.000 auf: Mapserver des Landesamtes für Geologie, Rohstoffe und Bergbau (LGRB) (Hinweise). Ein ähnliches Bild bietet die unter → Literatur aufgeführte geologische Karte.
3. ↑  Alte Steinbrüche nach:
  - Meßtischblatt 6822 Willsbach von 1932 in der Deutschen Fotothek